# Chào mào ngực vảy
Chào mào ngực vảy, tên khoa học Ixodia squamatus, là một loài chim trong họ Pycnonotidae. Chúng thường được tìm thấy ở vùng từ bán đảo Malay đến Borneo.

## Phân loài
Có 3 phân loài được ghi nhận:
- P. s. webberi - (Hume, 1879): Originally described as a separate species. Found on the Malay Peninsula and Sumatra
- P. s. squamatus - (Temminck, 1828): Found on Java
- P. s. borneensis - Chasen, 1941: Found on Borneo